# Milagre: O Poder da Fé
Milagre: O Poder da Fé é um filme de drama musical produzido no Brasil, estrelado pelo cantor Roberto Leal. O longa foi lançado em 1979, sob a direção de Hércules Breseghelo.

## Lançamento
A película foi lançada em São Paulo em 12 de março de 1979. Após o final do período de exibição, a Embrafilme registrou 941517 espectadores, sendo o filme mais assistido do ano na categoria de menos de 1 milhão de espectadores.

## Sinopse
"Uma família de feirantes portugueses, radicada no Brasil, vive em meio a sérias dificuldades financeiras. Para agravar a situação, o pai está cego e não pode mais trabalhar para auxiliar no sustento da família. Devoto fervoroso, a grande esperança do pai é conseguir algum dinheiro para ir a Portugal, onde, acredita, recuperará a visão rezando no altar de Santo Ambrósio. Vivendo de pequenos expedientes, o filho caçula, ajudado por seu amigo Toninho, busca de todas as maneiras conseguir algum dinheiro para que seu pai possa realizar o seu sonho. Mas suas tentativas não resultam em nenhum salto positivo, além de sempre o colocar em situações complicadas. Tentando ser cantor, o rapaz é vítima de exploradores que lhe tiram o pouco que consegue ganhar. Mas mesmo assim, consegue gravar um disco que resulta num grande sucesso. Em pouco tempo, rico e famoso, leva o seu pai a Portugal, onde acontece o milagre".

## Crítica
O filme foi considerado ruim pela crítica, tendo recebido apenas 1 de 3 estrelas pela classificação do Jornal do Brasil. Escrevendo sobre o filme, o escritor e roteirista José Louzeiro afirmou que: "Não fosse a equilibrada participação de Jofre Soares e este "milagre" seria uma idiotice total. O sr. Hércules Breseghelo está absolutamente por fora do que aconteceu na cinematografia nos últimos 30 anos...".

## Elenco
- Roberto Leal
- Jofre Soares
- Liana Duval
- Elke Maravilha
- Chacrinha
- Lolita Rodrigues
- Ferrugem